# Ricardo Graça
Ricardo Queiroz de Alencastro Graça (Rio de Janeiro, 16 de fevereiro de 1997) é um futebolista brasileiro que atua como zagueiro. Atualmente joga no Júbilo Iwata, do Japão.

## Seleção Nacional
Ricardo Graça foi convocado para a Seleção Brasileira de Futebol Sub-23 como um dos zagueiros representantes do Brasil nos Jogos Olímpicos de Verão de 2020 em Tóquio.

## Estatísticas
| Clube         | Temporada | Série    | Série | Série | Estadual | Estadual | Copa  | Copa | Continental | Continental | Outros | Outros | Total | Total |
| Clube         | Temporada | Divisão  | Jogos | Gols  | Jogos    | Gols     | Jogos | Gols | Jogos       | Gols        | Jogos  | Gols   | Jogos | Gols  |
| ------------- | --------- | -------- | ----- | ----- | -------- | -------- | ----- | ---- | ----------- | ----------- | ------ | ------ | ----- | ----- |
| Vasco da Gama | 2017      | Série A  | 0     | 0     | —        | —        | —     | —    | —           | —           | —      | —      | 0     | 0     |
| Vasco da Gama | 2018      | Série A  | 13    | 0     | 6        | 0        | 1     | 0    | 6           | 0           | —      | —      | 26    | 0     |
| Vasco da Gama | 2019      | Série A  | 0     | 0     | 4        | 0        | 3     | 1    | —           | —           | —      | —      | 7     | 1     |
| Vasco da Gama | Subtotal  | Subtotal | 13    | 0     | 10       | 0        | 4     | 1    | 6           | 0           | —      | —      | 33    | 1     |
| Total         | Total     | Total    | 13    | 0     | 10       | 0        | 4     | 1    | 6           | 0           | 0      | 0      | 33    | 1     |

1. ↑  Quatro aparições na Copa Libertadores da América e duas aparições na Copa Sul-Americana

## Títulos
Vasco da Gama
- Taça Guanabara: 2019
- Taça Rio: 2021

Seleção Brasileira
- Medalha de ouro nos Jogos Olímpicos de Verão de 2020